# AFC Ajax in het seizoen 1999/00
Ajax speelde in het seizoen 1999/00 in de Eredivisie. Ajax eindigde de competitie op een vijfde plaats en wist ook de UEFA Cup en de KNVB beker niet binnen te halen.
Gedurende het seizoen liep filmmaker Roel van Dalen mee met de club om een documentaire te maken in het kader van het 100-jarig bestaan van de club. De beelden hiervan zijn verwerkt in de film Ajax: Daar hoorden zij engelen zingen.

## Eindstand
| pos | club               | gs | w  | g  | v  | pnt | dv  | dt | ds  |
| --- | ------------------ | -- | -- | -- | -- | --- | --- | -- | --- |
| 1.  | PSV                | 34 | 27 | 3  | 4  | 84  | 105 | 24 | 81  |
| 2.  | sc Heerenveen      | 34 | 21 | 5  | 8  | 68  | 65  | 36 | 29  |
| 3.  | Feyenoord          | 34 | 18 | 10 | 6  | 64  | 66  | 42 | 24  |
| 4.  | Vitesse            | 34 | 18 | 9  | 7  | 63  | 67  | 43 | 24  |
| 5.  | Ajax               | 34 | 18 | 7  | 9  | 61  | 72  | 51 | 21  |
| 6.  | FC Twente          | 34 | 16 | 12 | 6  | 60  | 57  | 37 | 20  |
| 7.  | AZ                 | 34 | 17 | 4  | 13 | 55  | 69  | 59 | 10  |
| 8.  | Roda JC            | 34 | 16 | 7  | 11 | 55  | 62  | 53 | 9   |
| 9.  | Willem II          | 34 | 13 | 9  | 12 | 48  | 55  | 65 | −10 |
| 10. | FC Utrecht         | 34 | 14 | 4  | 16 | 46  | 55  | 61 | −6  |
| 11. | RKC Waalwijk       | 34 | 12 | 6  | 16 | 42  | 44  | 67 | −23 |
| 12. | Fortuna Sittard    | 34 | 10 | 8  | 16 | 38  | 47  | 54 | −7  |
| 13. | Sparta Rotterdam   | 34 | 11 | 4  | 19 | 37  | 48  | 75 | −27 |
| 14. | De Graafschap      | 34 | 8  | 9  | 17 | 33  | 41  | 60 | −19 |
| 15. | N.E.C.             | 34 | 7  | 6  | 21 | 27  | 35  | 62 | −27 |
| 16. | MVV                | 34 | 6  | 7  | 21 | 25  | 38  | 68 | −30 |
| 17. | Cambuur Leeuwarden | 34 | 6  | 7  | 21 | 25  | 35  | 66 | −31 |
| 18. | FC Den Bosch       | 34 | 4  | 11 | 19 | 23  | 36  | 74 | −38 |

### Legenda
| Kleur | Kwalificatie voor                                    |
| ----- | ---------------------------------------------------- |
|       | Groepsfase Champions League                          |
|       | Derde voorronde Champions League                     |
|       | UEFA Cup                                             |
|       | KNVB Beker winnaar, UEFA Cup                         |
|       | Derde ronde van de Intertoto Cup                     |
|       | Nacompetitie tegen degradatie naar de Eerste divisie |
|       | Degradatie naar de Eerste divisie                    |

## Wedstrijden

### Eredivisie
| Tegenstander       | Thuis | Uit |
| ------------------ | ----- | --- |
| AZ                 | 4-1   | 2-1 |
| Cambuur Leeuwarden | 3-1   | 3-0 |
| De Graafschap      | 2-1   | 1-1 |
| FC Den Bosch       | 6-1   | 1-1 |
| FC Twente          | 0-1   | 0-0 |
| FC Utrecht         | 2-0   | 1-3 |
| Feyenoord          | 2-2   | 1-1 |
| Fortuna Sittard    | 4-1   | 0-2 |
| MVV                | 1-0   | 6-2 |
| N.E.C.             | 5-2   | 3-1 |
| PSV                | 1-3   | 0-4 |
| RKC Waalwijk       | 1-2   | 1-1 |
| Roda JC            | 1-2   | 0-3 |
| sc Heerenveen      | 3-2   | 1-1 |
| Sparta Rotterdam   | 3-2   | 2-1 |
| Vitesse            | 3-1   | 0-3 |
| Willem II          | 3-1   | 6-3 |

In de tweede en derde kolom staan de uitslagen. De doelpunten van Ajax worden het eerst genoemd.

### Europa

#### UEFA Cup-voorronde
| No. | Thuis        | Res. | Uit          | Doelpunten Ajax                                    |
| --- | ------------ | ---- | ------------ | -------------------------------------------------- |
| 1   | AFC Ajax     | 6-1  | Dukla Banská | Verlaat, Reuser, Knopper, Machlas (2x) en Wamberto |
| 2   | Dukla Banská | 1-3  | AFC Ajax     | Arveladze, Bobson en Laudrup                       |
| 3   | Hapoel Haifa | 0-3  | AFC Ajax     | Machlas, Knopper en Laudrup                        |
| 4   | AFC Ajax     | 0-1  | Hapoel Haifa | -                                                  |
| 5   | AFC Ajax     | 0-1  | RCD Mallorca | -                                                  |
| 6   | RCD Mallorca | 2-0  | AFC Ajax     | -                                                  |

### Amstel Cup
| Ronde          | Thuis   | Res. | Uit      | Doelpunten Ajax |
| -------------- | ------- | ---- | -------- | --------------- |
| Achtste finale | Roda JC | 1-0  | AFC Ajax | -               |

### Johan Cruijff Schaal
| Thuis     | Res. | Uit      | Doelpunten Ajax     |
| --------- | ---- | -------- | ------------------- |
| Feyenoord | 3-2  | AFC Ajax | Knopper en Grønkjær |

## Selectie
| No. | Positie | Speler           |
| --- | ------- | ---------------- |
| 1   | DM      | Fred Grim        |
| 2   | V       | Ole Tobiasen     |
| 3   | V       | Ferdi Vierklau   |
| 4   | M       | Jan van Halst    |
| 5   | V       | Frank Verlaat    |
| 6   | M       | Aron Winter      |
| 7   | A       | Wamberto         |
| 8   | M       | Richard Witschge |
| 9   | A       | Nikos Machlas    |
| 10  | M       | Brian Laudrup    |
| 11  | A       | Jesper Grønkjær  |
| 12  | DM      | Bogdan Lobonţ    |
| 13  | M       | Richard Knopper  |
| 14  | M       | Dani             |
| 15  | V       | Tim de Cler      |
| 16  | M       | John Nieuwenburg |
| 17  | V       | Cristian Chivu   |

| No. | Positie | Speler               |
| --- | ------- | -------------------- |
| 18  | M       | John O'Brien         |
| 19  | A       | Tijjani Babangida    |
| 20  | V       | Tom Sier             |
| 21  | A       | Pius Ikedia          |
| 22  | M       | Jason Čulina         |
| 23  | A       | Martijn Reuser       |
| 24  | A       | Sjota Arveladze      |
| 25  | V       | Christopher Kanu     |
| 28  | DM      | Serge van den Ban    |
| 29  | A       | Kevin Bobson         |
| 30  | V       | Mitchell Piqué       |
| 36  | V       | Michael Lamey        |
| 37  | V       | Aaron Mokoena        |
| 40  | M       | Pascal Heije         |
| 42  | M       | Abubakari Yakubu     |
| 43  | M       | Rafael van der Vaart |

## Topscorers
Legenda
- Doelpunt

Er wordt steeds de top 3 weergegeven van elke competitie.

### Eredivisie
| Plek | Speler          |    |
| ---- | --------------- | -- |
| 1.   | Richard Knopper | 15 |
| 2.   | Nikos Machlas   | 14 |
| 3.   | Brian Laudrup   | 13 |

### Europa
| Plek | Speler          |   |
| ---- | --------------- | - |
| 1.   | Nikos Machlas   | 3 |
| 2.   | Richard Knopper | 2 |
| 2.   | Brian Laudrup   | 2 |

### Overall
| Plek | Speler          |    |
| ---- | --------------- | -- |
| 1.   | Richard Knopper | 17 |
| 1.   | Nikos Machlas   | 17 |
| 3.   | Brian Laudrup   | 15 |

1900—1911 · 1911/12 · 1912—1954 · 1954/55 · 1955/56 · 1956/57 · 1957—1970 · 1970/71 · 1971/72 · 1972—1994 · 1994/95 · 1995—1998 · 1998/99 · 1999/00 · 2000/01 · 2001/02 · 2002/03 · 2003/04 · 2004/05 · 2005/06 · 2006/07 · 2007/08 · 2008/09 · 2009/10 · 2010/11 · 2011/12 · 2012/13 · 2013/14 · 2014/15 · 2015/16 · 2016/17 · 2017/18 · 2018/19 · 2019/20 · 2020/21 · 2021/22 · 2022/23 · 2023/24 · 2024/25
Ajax ·
AZ ·
FC Den Bosch ·
Cambuur Leeuwarden ·
Feyenoord ·
Fortuna Sittard ·
De Graafschap ·
sc Heerenveen ·
MVV ·
N.E.C. ·
PSV ·
RKC Waalwijk ·
Roda JC ·
Sparta Rotterdam ·
FC Twente ·
FC Utrecht ·
Vitesse ·
Willem II